# إدوارد هاولاند روبنسون غرين
إدوارد هاولاند روبنسون غرين هو عالم عملات وجمع العملات وشخصية أعمال وسياسي أمريكي، ولد في 22 أغسطس 1868 في لندن في المملكة المتحدة، وتوفي في 8 يونيو 1936. نشط حزبياً في الحزب الجمهوري.